# Home Again (Beverly Hills, 90210)
Home Again is de tweeëntwintigste en laatste aflevering van het eerste seizoen van het tienerdrama Beverly Hills, 90210, die voor het eerst werd uitgezonden op 9 mei 1991.

## Verhaal
Als Jim ontdekt dat hij een promotie heeft gekregen, wordt hij beladen met enthousiasme. Als dit echter inhoudt dat de familie terug naar Minnesota moet verhuizen, kan de familie dit moeilijk aan. Vooral de tweeling willen niet terugverhuizen. Brenda wil Dylan niet verlaten en Steve wordt boos op Brandon omdat hij weg zal gaan. Andrea, die altijd al stiekem verliefd was op Brandon, beseft dat dit haar laatste kans is en biedt zichzelf aan Brandon aan. Uiteindelijk viert de groep een afscheidsfeest in de Peach Pit en kondigt Jim aan dat ze niet zullen verhuizen.

## Rolverdeling
- Jason Priestley - Brandon Walsh
- Shannen Doherty - Brenda Walsh
- Jennie Garth - Kelly Taylor
- Ian Ziering - Steve Sanders
- Gabrielle Carteris - Andrea Zuckerman
- Luke Perry - Dylan McKay
- Brian Austin Green - David Silver
- Tori Spelling - Donna Martin
- Carol Potter - Cindy Walsh
- James Eckhouse - Jim Walsh
- Joe E. Tata - Nat Bussichio
- Luisa Leschin - Anna Rodriguez
- Linden Chiles - Henry Powell